# كيلي جاي برين
كيلي جاي برين (بالإنجليزية: Kelly J. Breen)‏ هو مدرب خيول أمريكي، ولد في 13 مايو 1969 في بيرث أمبوي في الولايات المتحدة.